# Carli Lloyd (volley-ball)
Pour les articles homonymes, voir Carli Lloyd et Lloyd.
Carli Lloyd est une joueuse de volley-ball américaine née le 6 août 1989 à Fallbrook (Californie). Elle mesure 1,80 m et joue au poste de passeuse. Elle totalise 32 sélections en équipe des États-Unis.

## Clubs
| Club                              | De        | À         |
| --------------------------------- | --------- | --------- |
| University of California-Berkeley | 2007-2008 | 2010-2011 |
| Futura Volley Busto Arsizio       | 2011-2012 | 2012-2013 |
| Imoco Volley Conegliano           | 2013-2014 | 2013-2014 |
| Lokomotiv Bakou                   | 2014-2015 | 2014-2015 |
| VBC Casalmaggiore                 | 2015-2016 | …         |

## Palmarès

### Équipe nationale
- Jeux olympiques
  -  2016 à Rio de Janeiro
- Grand Prix mondial
  - Finaliste : 2016.
- Coupe panaméricaine
  - Vainqueur : 2012, 2015[3]
  - Finaliste : 2014[4].
- Jeux Panaméricains
  - Vainqueur : 2015[5]

### Clubs
- Coupe de la CEV (1)
  - Vainqueur :2012.
- Championnat d'Italie (1)
  - Vainqueur : 2012.
- Coupe d'Italie
  - Vainqueur : 2012
- Supercoupe d'Italie
  - Vainqueur : 2012, 2015.
  - Finaliste : 2013.
- Championnat d'Azerbaïdjan
  - Finaliste : 2015.
- Ligue des champions
  - Vainqueur : 2016.
- Championnat du monde des clubs
  - Finaliste : 2016.

### Distinctions individuelles
- Coupe panaméricaine de volley-ball féminin 2015: Meilleure passeuse[3].
- Volley-ball féminin aux Jeux panaméricains de 2015: Meilleure passeuse et MVP[5].
- Ligue des champions féminine de volley-ball 2015-2016: Meilleure passeuse[6].
- Championnat du monde des clubs de volley-ball féminin 2016 : Meilleure passeuse[7].